# مول العاصمة
مول العاصمة (بالإنجليزية: The Assima Mall)‏؛ أحد أحدث معالم دولة الكويت، وهو يقع في وسط المنطقة التجارية للكويت العاصمة، وتحديدًا في منطقة شرق، ويعد أكبر مشروع تجاري داخل المدينة، وقد أفتتح في 8 نوفمبر 2021. تعود ملكية المشروع لشركة الصالحية العقارية.